# La Mariée récalcitrante
Pour plus de détails, voir Fiche technique et Distribution.
La Mariée récalcitrante est un film muet français réalisé par Georges Monca et Charles Prince, sorti en 1916.
Il s'agit de l'adaptation de la pièce La Mariée récalcitrante de Léon Gandillot, comédie bouffe en trois actes, créée à Paris, au Théâtre Déjazet, le 19 janvier 1889.

## Fiche technique
- Titre : La Mariée récalcitrante
- Réalisation : Georges Monca et Charles Prince
- Scénario : Georges Monca, d'après la pièce La Mariée récalcitrante de Léon Gandillot
- Photographie :
- Montage :
- Société de production : Pathé Frères
- Société de distribution : Pathé Frères
- Pays de production :  France
- Langue : film muet avec les intertitres en français
- Métrage : 680 mètres (2 bobines)
- Format : Noir et blanc — 35 mm — 1,33:1 — Muet
- Genre : Comédie
- Durée : 22 minutes et 40 secondes
- Numéro de catalogue Pathé : 7753
- Date de sortie : 
  - France : 17 novembre 1916

## Distribution
- Henri-Amédée Charpentier : Chalumeau
- Charles Prince : Alfred Leblond
- Lucienne Roger : Cécile Chalumeau
- Henri Collen : Abracantès
- André Simon : le commandant Bosquillard
- Riri Bouché : Madame Chalumeau